# Майкл, Кингсли
Майкл Дого Кингсли (англ. Kingsley Dogo Michael; родился 26 августа 1999 года, Оверри, Нигерия) — нигерийский футболист, полузащитник клуба «Болонья» и сборной Нигерии.

## Клубная карьера
Кингсли начал карьеру в клубе «Абуджа». В 2017 году он подписал контракт с итальянской «Болоньей», где начал выступать за молодёжный состав. Летом 2018 года для получения игровой практики Кингсли на правах аренды перешёл в «Перуджу». 24 августа в матче против «Брешии» он дебютировал в итальянской Серии B. 30 сентября в поединке против «Козенцы» Майкл забил свой первый гол за «Перуджу». После окончания аренды Кинсли выернулся в «Болонью». 25 августа 2019 года в матче против «Эллас Верона» он дебютировал в итальянской Серии A. В том же году Майкл был арендован «Кремонезе». 15 сентября в матче против «Пизы» он дебютировал за новый клуб.
В начале 2021 года Кингсли на правах аренды перешёл в «Реджину». 15 февраля в матче против «Козенцы» он дебютировал за новый клуб. По окончании аренды Кингсли вернулся в «Болонью».

## Международная карьера
Осенью 2015 года Кингсли в составе юношеской сборной Нигерии стал победителем юношеского чемпионата мира в Чили. На турнире он сыграл в матчах против команд США, Чили, Хорватии, Австралии и Бразилии. В поединке против бразильцев Майкл забил гол.
В 2019 году в составе молодёжной сборной Нигерии Кингсли принял участие в молодёжном чемпионате мира в Польше. На турнире он сыграл в матчах против команд Катара, США, Украины и Сенегала.
7 сентября 2021 года в отборочном матче чемпионата мира 2022 против сборной Кабо-Верде Кингсли дебютировал за сборную Нигерии.

## Достижения
Командные
 Нигерия (до 17)
- Победитель юношеского чемпионата мира — 2015